# Đội tuyển bóng đá quốc gia Quần đảo Cayman
Đội tuyển bóng đá quốc gia Quần đảo Cayman là đội tuyển cấp quốc gia của Quần đảo Cayman do Hiệp hội bóng đá Quần đảo Cayman quản lý.

## Thành tích tại giải vô địch thế giới
- 1930 đến 1994 - Không tham dự
- 1998 đến 2022 - Không vượt qua vòng loại

## Cúp Vàng CONCACAF
- 1991 đến 1996 - Không vượt qua vòng loại
- 1998 - Bỏ cuộc
- 2000 đến 2011 - Không vượt qua vòng loại
- 2013 đến 2015 - Bỏ cuộc
- 2017 - Không vượt qua vòng loại

## Đội hình
Đây là đội hình tham dự vòng loại World Cup 2022 gặp Aruba và Bermuda vào tháng 6 năm 2021.

Số liệu thống kê tính đến ngày 2 tháng 6 năm 2021 sau trận gặp Aruba.

| Số | VT | Cầu thủ                    | Ngày sinh (tuổi)  | Trận | Bàn | Câu lạc bộ             |
| -- | -- | -------------------------- | ----------------- | ---- | --- | ---------------------- |
| 1  | TM | Albertini Holness          | 6 tháng 3, 2000   | 8    | 0   | Cayman Athletic        |
| 12 | TM | David Lee                  |                   | 1    | 0   | Academy                |
| 22 | TM | Johnathan McLean           | 11 tháng 12, 1997 | 0    | 0   |                        |
|    |    |                            |                   |      |     |                        |
| 2  | HV | Cameron Gray               | 22 tháng 10, 1998 | 5    | 0   |                        |
| 3  | HV | Wesley Robinson            | 7 tháng 9, 1993   | 9    | 0   | Elite                  |
| 4  | HV | Ackeem Hyde                | 3 tháng 11, 1999  | 10   | 1   |                        |
| 5  | HV | Joshewa Frederick-Charlery | 24 tháng 1, 1997  | 14   | 0   | Bodden Town            |
| 6  | HV | Andre McFarlane            | 1 tháng 11, 1989  | 13   | 0   | Future                 |
| 19 | HV | Tyler Lee                  | 5 tháng 9, 1994   | 6    | 0   | Future                 |
| 23 | HV | Jabari Campbell            | 3 tháng 11, 1999  | 4    | 0   | Academy                |
|    |    |                            |                   |      |     |                        |
| 11 | TV | Trey Ebanks                | 5 tháng 6, 2000   | 5    | 0   | Academy                |
| 13 | TV | Romario Dixon              | 19 tháng 9, 1996  | 5    | 0   | Academy                |
| 14 | TV | Barry Dre Tibbetts         | 15 tháng 6, 2002  | 4    | 0   | Future                 |
| 15 | TV | Kion Parchmont             | 28 tháng 1, 2000  | 2    | 0   | Leiston                |
| 16 | TV | D'Andre Rowe               | 5 tháng 1, 2001   | 5    | 0   | Cayman Athletic        |
| 17 | TV | Mason Duval                | 24 tháng 8, 2001  | 6    | 0   | Academy                |
| 18 | TV | Kareem Foster              | 6 tháng 9, 2000   | 2    | 0   | Westfield              |
| 20 | TV | Jonah Ebanks               | 7 tháng 5, 1996   | 13   | 3   | Scholars International |
| 21 | TV | Justin Byles               | 22 tháng 1, 2005  | 2    | 0   |                        |
|    |    |                            |                   |      |     |                        |
| 7  | TĐ | Jamaal Seymour             | 21 tháng 6, 1996  | 1    | 0   | Academy                |
| 8  | TĐ | Andrew Browning            |                   | 1    | 0   | East End United        |
| 9  | TĐ | Mark Ebanks                | 26 tháng 12, 1990 | 19   | 6   | Future                 |
| 10 | TĐ | Theron Wood                | 7 tháng 2, 1990   | 21   | 1   | Bodden Town            |

### Triệu tập gần đây
Các cầu thủ dưới đây được triệu tập trong vòng 12 tháng.
| Vt | Cầu thủ             | Ngày sinh (tuổi) | Số trận | Bt | Câu lạc bộ           | Lần cuối triệu tập              |
| -- | ------------------- | ---------------- | ------- | -- | -------------------- | ------------------------------- |
|    |                     |                  |         |    |                      |                                 |
|    |                     |                  |         |    |                      |                                 |
| TV | Jackson Kirkconnell | 30 tháng 8, 2003 | 1       | 0  | Brooke House College | vs. Canada, 29 tháng 3 năm 2021 |
| TV | Jermaine Wilson     | 5 tháng 2, 1995  | 11      | 0  | Academy              | vs. Canada, 29 tháng 3 năm 2021 |
|    |                     |                  |         |    |                      |                                 |
| TĐ | Christopher Reeves  | 27 tháng 2, 1997 | 11      | 0  | Elite                | vs. Canada, 29 tháng 3 năm 2021 |
| TĐ | Gunnar Studenthofft | 5 tháng 4, 2002  | 1       | 0  |                      | vs. Canada, 29 tháng 3 năm 2021 |